# Ukraiinka, Ohtîrka
Ukraiinka (în ucraineană Українка) este un sat în comuna Lutîșce din raionul Ohtîrka, regiunea Sumî, Ucraina.

## Demografie
Componența lingvistică a localității Ukraiinka
     Ucraineană (93,67%)
     Rusă (5,43%)
     Alte limbi (0,9%)
Conform recensământului din 2001, majoritatea populației localității Ukraiinka era vorbitoare de ucraineană (93,67%), existând în minoritate și vorbitori de rusă (5,43%).